# アンセスターズ:人類の旅
『アンセスターズ:人類の旅』（Ancestors: The Humankind Odyssey）は、2019年発売のアクションアドベンチャーゲーム。デベロッパーはパトリス・デジーレらの独立系スタジオPanache Digital Games。パブリッシャーはPrivate Division。
PC版はEpic Games Storeの1年間独占販売の後、Steamでも発売された。
日本ではテイクツー・インタラクティブ・ジャパンがローカライズを担当した。日本でのリリースは2019年12月9日。

## 概要
およそ1千万年から200万年前、新第三紀のオープンワールドのアフリカが舞台。アフリカのジャングルや湿原や川。サバンナの草原。過酷な砂漠を人類の祖先である猿人、原人を操作して過酷な世界を探索しサバイバルを繰り返すことになる。
サバイバルを繰り返す度に道具の製作から捕食者からの回避術などを身に付け特性となり、猿達が進化して行く。
そして子孫に特性が受け継がれ進化を繰り返し最終的に人類に進化することがゲームの目標である。

## ストーリー
1千万年から200万年前のアフリカ＿＿。
我々の祖先である猿人の親子がジャングルを徘徊している。親猿が食べ物を見つける為に木の上に登ると、親猿がダルマワシに殺されてしまう。
小さくひ弱な子猿は天敵だらけの森を一人彷徨うこととなる。
今、過酷な自然界のサバイバルが始まろうとしていた。

## ゲームシステム

### 猿人
一族には赤子、大人、老人の3タイプの猿。それぞれの猿を選択して動かせる。最大18人までの猿たちで一族にすることができる。
大人、老人の猿は番いができる。大人以上のオス、メスをカップルを作ることで番いが可能となる。
寝床にパートナーを呼ぶことでつがい、妊娠、出産ができる。メスは一度に2人までしか産めない。
世代交代で現在から15年経過させることができる。現在の大人が老人、赤子が大人、老人が死亡してしまう。

### ニューロンエネルギー
猿達を動かして、生活をするとニューロンが溜まる。このニューロンで新しい能力を見つけることができる。
能力は『運動性』『知能』『感覚』『コミュニケーション』などがあり、猿に行動を取って経験を積むと伸びていく。

### 進化の功績
進化では今までの「進化の功績」と「子供の誕生」によって年代を進められる。
ただし、敵に殺される、致命傷の傷を治さないなどの死因で死亡するとマイナスとなり、年代が戻る。だが、寿命が尽きるとマイナスにはならない。

## 登場する原始生物
猿人
オロリン・トゥゲネンシス
アルディピテクス・ラミドゥス
アルディピテクス
アウストラロピテクス
哺乳類
アフリカスイギュウ
中新世ゾウ
巨大イボイノシシ
中新世アフリカのカワウソ
カバ
中新世シロサイ
ゴールデン・マカイロドゥス
ブラック・マカイロドゥス
ホワイト・マカイロドゥス
ハイエナ
セグロジャッカル
中新世シマウマ
爬虫類
アフリカニシキヘビ
メガライアンシマムカデ
ヒガシグリーンマンバ
ブラックマンバ
ソアビャルナルソンのワニ
鳥類
ダルマワシ
中新世ペリカン